# 马凯特大学

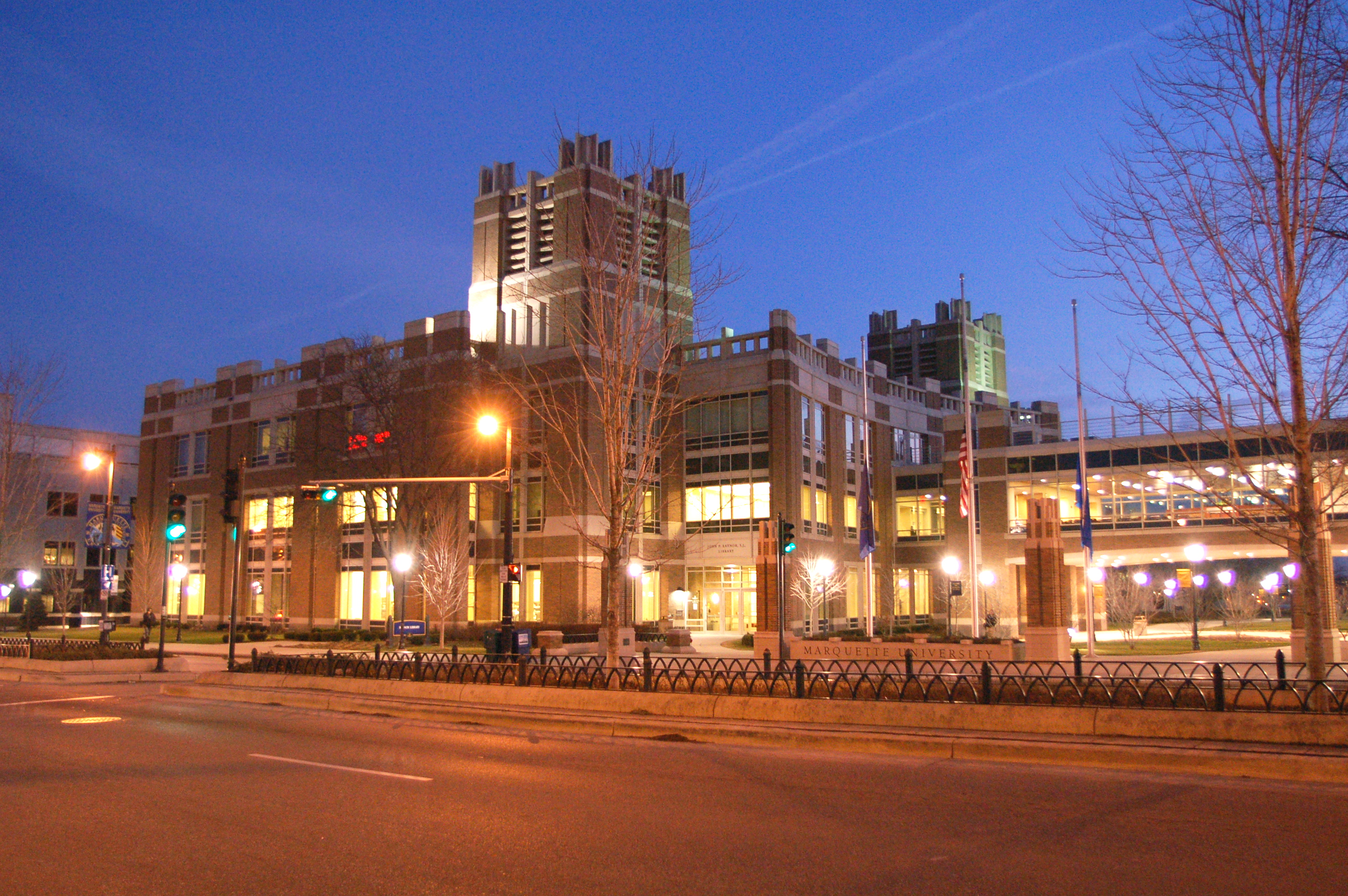
马凯特大学图书馆

马凯特大学（英語：Marquette University）, 位於美国威斯康辛州的密尔沃基，是一座私立男女同校耶稣会教会大学。

## 历史
该校于1881年8月28日由耶稣会建立，它的创始人是John Martin Henni，密尔沃基大主教管区的第一任主教。学校以一个17世纪神父雅克·馬凱特命名。在最初都是男校的学校中，马凯特大学成为世界上第一个实行男女同校制度的天主教大学。1909年学校承认第一名女性学员。

## 著名校友
- 约瑟夫·雷蒙德·麦卡锡
- 德韦恩·韦德
- 李全教
- 李清 (韓國)
- 道格·里弗斯
- 吉米·巴特勒
- 史蒂夫·諾瓦克
- 特拉维斯·迪安纳

## 排名
根據2024年的美國新聞與世界報導，馬凱特大學在全美國家級大學中排名第86名。